# Marchampt
Marchampt é uma comuna francesa na região administrativa de Auvérnia-Ródano-Alpes, no departamento de Ródano. Estende-se por uma área de 17,74 km². Em 2010 a comuna tinha 472 habitantes (densidade: 26,6 hab./km²).